# Thyolo
Thyolo är en distriktshuvudort i Malawi. Den ligger i distriktet Thyolo District och regionen Southern Region, i den södra delen av landet. Thyolo ligger 912 meter över havet och antalet invånare är 5 775.
Terrängen runt Thyolo är varierad. Omgivningarna runt Thyolo är huvudsakligen savann, odlingsmark och ängar.